# Камаразавр
Камаразавр (Camarasaurus — «камерний ящір») — рід чотириногих травоїдних динозаврів, найпоширеніший вид завроподів, знайдений у Північній Америці. Його викопні рештки були знайдені у формації Моррісон, що датується пізньою юрською епохою (кімеріджський і титонський яруси), у проміжку від 155 до 145 мільйонів років тому.
Камаразавр мав характерний черепний профіль із закругленою мордою і вигнутим черепом, який був напрочуд квадратним, типовим для базальних макронарій.
Camarasaurus складається з чотирьох видів, визнаних дійсними: Camarasaurus grandis, Camarasaurus lentus, Camarasaurus lewisi та Camarasaurus supremus. C. supremus, типовий вид, є найбільшим і геологічно наймолодшим з чотирьох. Camarasaurus — типовий рід Camarasauridae, що також включає його європейського близького родича Lourinhasaurus.
Вид Camarasaurus був названий у 1877 році Едвардом Дрінкером Копом під час наукового суперництва між ним та Отніелем Чарльзом Маршем, відомого як «кістяні війни». Незабаром після цього Марш назвав рід морозавр (Morosaurus), але згодом було встановлено, що він є синонімом камаразавра.

## Знахідка
Перша згадка про цього ящера датована 1877 роком, коли О. В. Лукас знайшов кілька хребців в штаті Колорадо, а Едвард Дрінкер Коп дав їм назву. Перший опис цілого скелета зроблено в 1925 році Чарльзом В. Гилмором. Скелет належав молодій особині й дуже часто саме його і зображають на ілюстраціях. Сам камаразавр, ймовірно, досягав довжини 18 метрів. Він був рослиноїдним.
Назва означає «камерний ящір», посилаючись на порожнисті камери, відомі як плевроцелі, в її шийних хребцях (грец. καμαρα (kamara) означає «склепінчаста камера», або щось зі склепінчастим покриттям, і σαυρος (sauros), що значить «ящір»).

## Опис

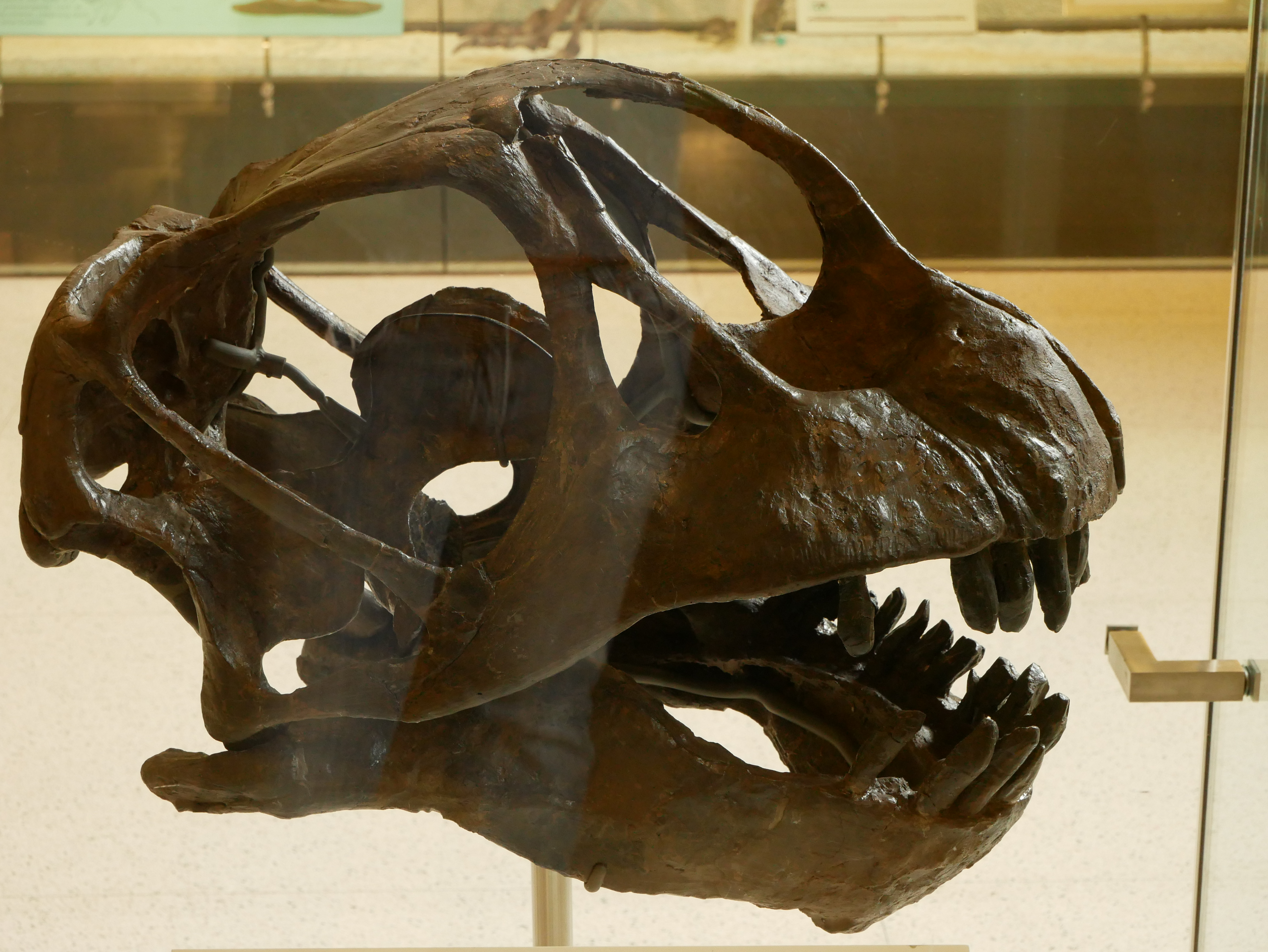
Череп Camarasaurus sp. AMNH 467 в Американському музеї природознавства

Камаразавр — один з найпоширеніших і найчастіше добре збережених завроподів серед виявлених і добре описаний у численних публікаціях. Подібно до інших макронарій, він мав типові великі носові отвори, довгі передні кінцівки та короткий хвіст, порівняно з тогочасними диплодоковими.
Найважливіша відмінна риса камаразавра — будова його черепа. Він був великим, трохи походив на коробку, налічував багато великих отворів між кістками. Зуби ложкоподібної форми розташовувалися по всій довжині щелеп, а не тільки в передній їх частині, як у представників підродини діплодоцид. Передні ноги були коротші задніх, як у більшості завроподів, але лопатки залишалися високими, тому спина його навряд чи нахилялася вперед. Хребці не мали довгих відростків, тому малоймовірно, що камаразавр підіймався на задні ноги. Шия і хвіст його були коротші, ніж у більшості завроподів. Наявність сильних зубів говорить про те, що камаразавр харчувався більш твердою їжею, ніж діплодоціди. Швидше за все, він заковтував камені, за допомогою яких в шлунку перетиралася їжа. Знайдені у формації Моррісон купи відполірованих каменів — можливе свідчення того, що тварина, схожа на камаразавра періодично звільнялася від каменів зі шлунку, як це роблять нинішні кури, коли шлункові камені у них стираються.

## Середовище існування
Створена верхньоюрськими породами формація Моррісон поширена на східних схилах Скелястих гір, де простягається з півночі на південь по території штатів Монтана і Нью-Мексико, США. На залитих водою і порослих лісом долинах і дельтах річок в пізній юрі відбувалося накопичення глин та мулів цієї формації, там і мешкали всі види завроподів — диплодоки, апатозаври, брахіозаври та багато інших. Але жоден вид не був настільки розповсюдженим, як камаразавр.